# Лунар орбитер-3
Лунар орбитер-3 (англ. Lunar Orbiter 3) — автоматический беспилотный космический аппарат NASA, разработанный в рамках программы «Лунар орбитер», был запущен в 1967 году с целью картографирования поверхности Луны. Аппарат успешно выполнивший поставленные цели, став третьим американским искусственным спутником Луны. Данные, полученные с первых трёх КА «Лунар орбитер», впоследствии использовались для определения мест безопасной посадки пилотируемых аппаратов «Аполлон».

## История
После известной инаугурационной речи президента США Джона Кеннеди 20 января 1961 года в США начали подготовку к полёту человека на Луну. Для успешного осуществления программы «Аполлон» требовались дополнительные исследования и тестовые полёты к Луне. Первой такой вспомогательной специализированной программой стала «Рейнджер», аппараты которой, по аналогии с первыми советскими космическими аппаратами серии «Луна» отправлялись к естественному спутнику Земли, на подлётном этапе делали фотографии, а затем сталкивались с Луной.
Первые пять пусков «Рейнджеров» по разным причинам были неудачными, и в начале 1964 года была инициирована программа «Лунар орбитер». Конкурсный контракт на изготовление аппаратов выиграла компания «Boeing».

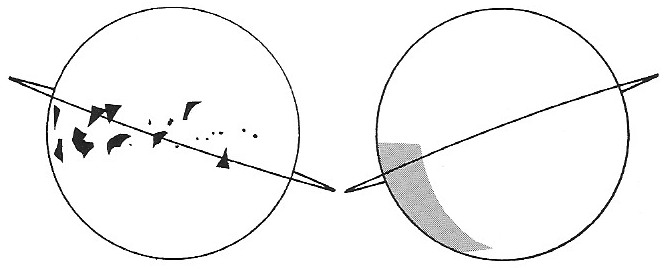
Орбита космического аппарата и фотографическое покрытие на видимой стороне (слева) и на обратной стороне Луны (справа).

Основной задачей «Лунар орбитер-3», было картографирование поверхности Луны для определения места посадки пилотируемых космических кораблей (КА) «Аполлон». Кроме того, в задачи КА входило выявление микрометеоритов в окололунной среде, изучение радиационной обстановки на пути и вблизи Луны и исследование гравитационного поля и физических свойств спутника.

## Хронология полёта
«Лунар орбитер-3» был запущен 5 февраля 1967 года с мыса Канаверел, со стартовой площадки LC-13. КА успешно вышел на парковочную орбиту. Через семь дней, 12 февраля, «Лунар орбитер-3» вышел на орбиту Луны и начал выполнение программы миссии.
Первые снимки c КА были приняты станцией в Робледо-де-Чавела, а следующие снимки станцией расположенной в Голдстоуне. Последнюю 212 пару снимков получить не удалось из-за неисправности системы протяжки плёнки в сканирующем устройстве. До 2 марта включительно, несмотря на неисправность, всё же удавалось принимать фотографии поверхности Луны, однако 3 марта очередная попытка принять снимки с космического аппарата окончилась неудачей.

## Результаты
Общее количество переданных снимков на Землю — 149 кадров среднего разрешения и 477 кадров высокого разрешения (с деталями поверхности размером до 1 метра).
Проработав с момента запуска 246 дней и не корректно выполнив поставленные цели, 9 октября 1967 года аппарат был сведён с орбиты Луны. По команде с Земли была включена двигательная установка и космический аппарат упал на невидимую сторону Луны в точке с селенографическими координатами: 14°36' с. ш. и 91°42' з. д.. Иной целью уничтожения КА было освобождение частотных диапазонов, в которых осущеставлялась связь с аппаратом, для проведения работ при последующих запусках по программе «Лунар орбитер».